# Юджин Ньюджент
Юджин Мартін Ньюджент (нар. 21 жовтня 1958) — ірландський прелат Католицької церкви, якого призначили апостольським нунцієм у Кувейті та Катарі у січні 2021 року. Він працював на дипломатичній службі Святого Престолу з 1992 року та десять з них провів у Гонконгу.

## Молодість й освіта
Ньюджент народився у Гуртадеррі, Скарифф, графство Клер, Ірландія, 21 жовтня 1958 року.
Він навчався в Клонускерській національній школі й у місцевому громадському коледжі Скариффа. Він розпочав навчання на священника у коледжі святого Патрика, Мейнут, де здобув ступінь бакалавра кельтських досліджень у НУІ. Потім отримав направлення до Папського ірландського коледжу у Римі для його теологічних досліджень. Він здобув ступінь бакалавра з теології у Папському Григоріанському університеті.
Його висвятили на священика 9 липня 1983 року й інкардинували в єпархію Кіллало. Після висвячення він здобув ліценціат з канонічного права.

## Священицьке служіння
Після повернення до рідної єпархії Ньюджента призначили священником в Еннісі, де він служив з 1984 до 1987 рік. З 1988 до 1991 рік він працював у Римі у відділі загальних справ Державного секретаріату, а потім, готуючись до дипломатичної служби, у 1991 році вступив до Папської церковної академії. Він здобув ступінь доктора канонічного права у Папському Григоріанському університеті у 1992 році.
1 липня 1992 року він розпочав свою дипломатичну службу при Святому Престолі: перше призначення було до Туреччини, невдовзі після цього — до Єрусалима та на Філіппіни.
З 2001 до 2010 рік Ньюджент очолював Дослідницьку місію Святого Престолу в Гонконгу, змінивши архієпископа Фернандо Філоні. Протягом цього часу він відповідав за комунікації між китайськими єпархіями та Ватиканом. Його доступ до материкового Китаю був обмежений, а контакти з католицькими громадами у Китаї часто підтримувалися таємно.

## Єпископат / нунціатура
13 лютого 2010 року Папа Бенедикт XVI призначив його апостольським нунцієм на Мадагаскарі, апостольським делегатом на Коморських островах і титулярним архієпископом Дуншауліна, графство Міт, Ірландія. 13 березня 2010 року його призначили апостольським делегатом на Маврикії та Сейшельських островах.
Ньюджент отримав єпископську хіротонію у Римі 18 березня 2010 року з рук кардинала Тарчізіо Бертоне, державного секретаря. Своїм єпископським гаслом він обрав «Quodcumque dixerit facite» (Зробіть усе те, що Він вам скаже!), взяте з Євангелія від Івана 2:5.
10 січня 2015 року Папа Римський Франциск призначив його апостольським нунцієм на Гаїті.
7 січня 2021 року Папа Римський Франциск призначив його апостольським нунцієм у Кувейті та Катарі. 11 лютого його призначили апостольським нунцієм у Бахрейні.